# Roure cerrioide
El roure cerrioide o roure català (Quercus cerrioides o Quercus faginea cerrioides) és un arbre caducifoli de la família de les fagàcies. Es considera un creuament entre el roure martinenc (Quercus pubescens o Quercus humilis) i el roure de fulla petita (Quercus faginea) i té uns caràcters intermedis entre aquestes dues espècies. Així, té els lòbuls de les fulles aguts, no obtusos com el roure martinenc ni gairebé punxants com el roure de fulla petita (però regulars com aquest últim), i té les fulles relativament grans (uns 8x5 cm, igual o més grans que el roure martinenc) que sovint romanen tot l'hivern seques a l'arbre (com en el roure de fulla petita).
Al principi les fulles són peludes per la cara inferior, però aviat perden tots els pèls o gairebé tots.
Entre altres comunitats, el trobem a l'alzinar amb roure cerrioide (Viburno tini-Quercetum ilicis subass. cerrioidetosum), per exemple al vessant obac de la serra de Collserola, on aquesta espècie va ser descoberta. La seva àrea de distribució, que no és gaire extensa (és un endemisme ibèric), inclou bona part de l'obaga de la Serralada Litoral catalana, alguns llocs de la Prelitoral fins al nord del País Valencià i s'allarga pel vessant sud del Pirineu cap a l'interior de la península. Acostuma a créixer entre els 0 i els 1.400 metres d'altitud.

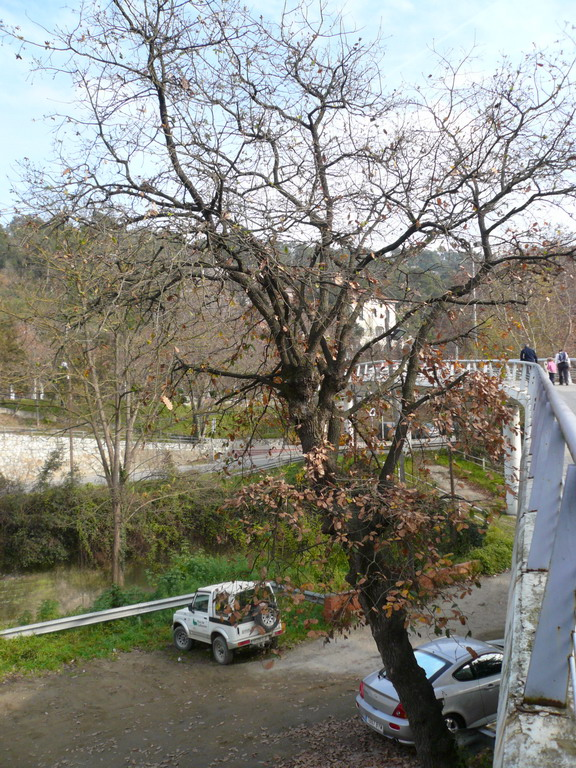
Roure cerrioide a l'hivern, a les Planes (Serra de Collserola)
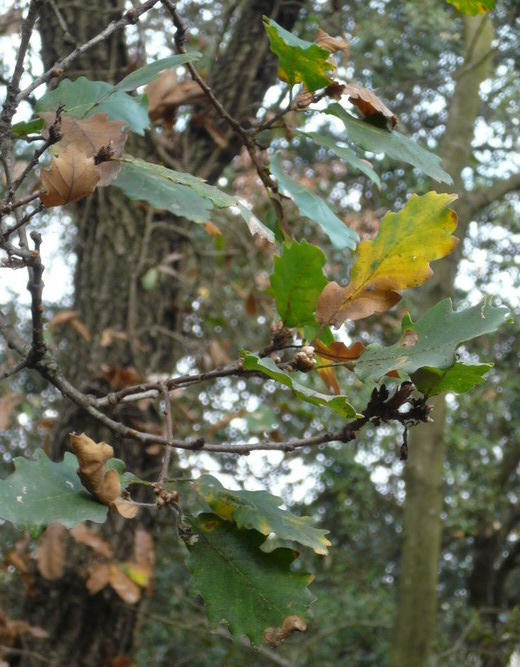
Fulles a l'hivern (es mantenen verdes només algunes fulles en llocs favorables i hiverns suaus, com el de 2007)
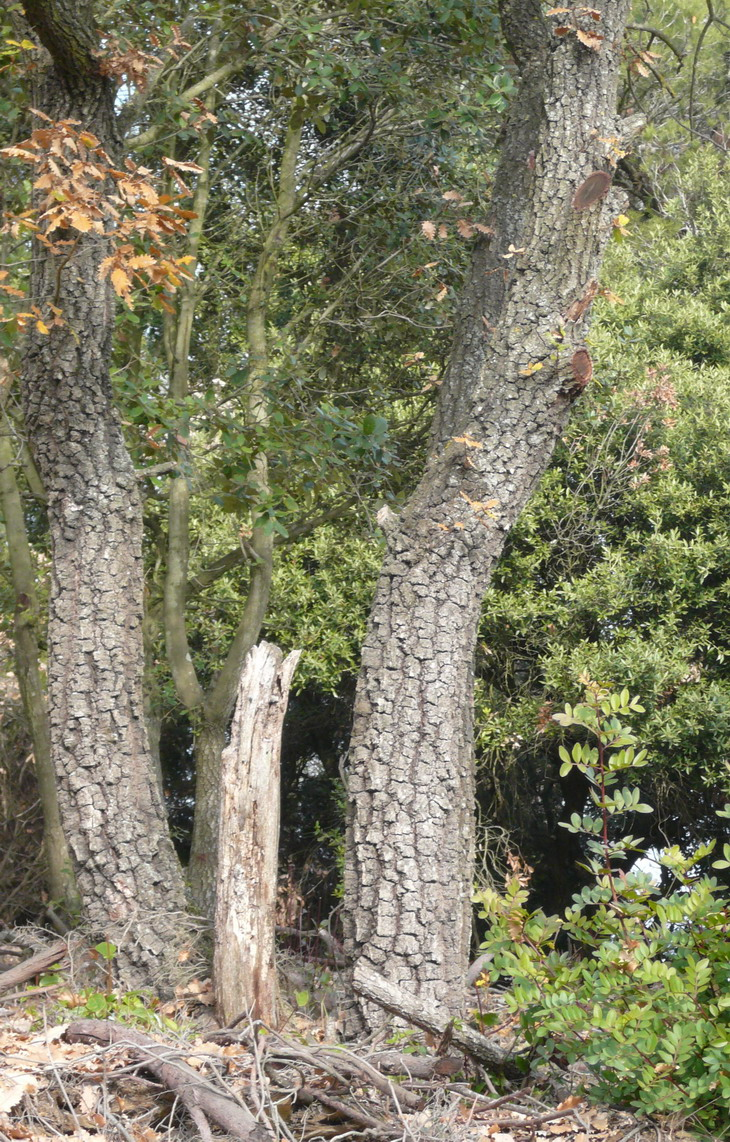
Tronc